# Пупо
Пу́по (італ. Pupo), справжнє ім'я — Е́нцо Ґіна́цці (італ. Enzo Ghinazzi), (*11 вересня 1955 Понтечіно) — італійський співак, пісняр, телевізійний ведучий, російський пропагандист.
Слово «pupo» перекладається з італійської як маріонетка, лялька; дитинка; його синонімами є marionetta, burattino, pupazzo, bimbo. Енцо Ґінацці взяв його за псевдо через свою зовнішність — маленький зріст, та ляльковий тембр голосу; його значення він використовує і в своїх творах.
Майже 40 років, як Пупо пише та виконує пісні, по праву входячи до лав найвидатніших піснярів і найвідоміших співаків Італії.
Записав 16 альбомів, серед яких 12 студійних, 1 концертний і 3 збірки.
Отримав 11 золотих дисків; у 1981 став переможцем фестивалю «Золота гондола».
Протягом його музичної кар'єри було продано понад двадцять мільйонів дисків.
6 разів брав участь у Фестивалі Санремо, де у 1980 посів третє місце та у 2010 — друге.
Його голос звучав у найважливіших залах світу: від
Медісон-сквер-гарден та Бродвейський театру в Нью-Йорку, до Сад кленового листка (Maple Leaf Garden) у Торонто,
від лондонського Альберт-холу, до сіднейського Розважального центру (Entertainment Center), у паризькій Олімпії та у центральних театрах та палацах спорту Ленінграда, Москви та Улан-Батора.
З 1989 почав вести телевізійні програми. З 2000 став відомим телеведучим  численних та різноманітних програм на центральних телеканалах Італії.
В Україні був доволі популярним за часів СРСР, особливо у вісімдесяті роки. У дев'яності роки його популярність в Україні значно зменшилася, однак і до сьогодні має немало українських прихильників.

## Біографія
Перш ніж розпочати кар'єру пісняра, Енцо працював у невеличцій крамничці, де продавав книги та диски, і допомагав батькові у його роботі листоноші.
У 1975 дебютував як кантауторе на Baby Records. Перша пісня — Ti scriverò. Перший альбом, «Come sei bella», виходить у 1976.
Першого великого успіху досяг у 1978, спочатку з піснею Ciao, потім з Gelato al cioccolato (написана з Крістіано Малджольо.
У 1980 взяв участь у Фестивалі Санремо з піснею Su di noi, яка стала однією з його найзнаменитіших. Пісня увійшла до альбому «Più di prima», разом з іншим його великим успіхом, піснею Firenze Santa Maria Novella, у якій співає про свою любов до тосканської столиці Флоренції. 
Свої спроби у Санремо повторив у 1983 році з Cieli azzurri та у 1984 з Un amore grande, яку написав Умберто Тоцці та Джанкарло Бігацці. У цьому році він замінив in extremis Лоретту Годджі, яка мала виконати цю пісню.
У 1987 переміг у Дзеккіно д'Оро, написавши Canzone amica, яку заспівала Fabio Etter.
Після кризових років, що пов'язувалось з проблемами з gioco d'azzardo, повертається до Санремо у 1992 з La mia preghiera.
Цього разу він також бере участь у фестивалі в останній момент, унаслідок дискваліфікації накладеної на Jo Squillo; як виняток, виступає під справжнім іменем, в подальшому ж знову використовує своє славетне псевдо.
Пупо не обмежується написанням текстів виключно для своїх пісень, він пише також і для інших, наприклад, Sarà perché ti amo (музика маестро Dario Farina, текст Пупо написав разом з Daniele Pace), виконана Ricchi e Poveri.
Багато його пісень було перекладено на німецьку, французьку, англійську та іспанську мову.
Останніми роками Пупо дуже часто з'являється у численних телевізійних програмах, таких як Quelli che il calcio
(виходила у Флоренції для висвітлення діяльності футбольного клубу AC Fiorentina, тіфозо якої він є) або Il Funambolo. Телевізійні програми, які він веде, є різноманітнимиі не завжди пов'язані з музикою.
У 2009 знову бере участь у фестивалі Санремо з піснею L'opportunità, разом з Paolo Belli та Youssou N'Dour. Пісня вийшла у фінал та посіла друге місце в категорії Itunes.
Був завзятим гравцем у покер, відвідував казино і через цю ваду втратив більшість своїх грошей. Його друг Джанні Моранді допоміг йому виплатити борги, позичивши йому у дев'яності роки двісті мільйонів лір.
Пупо повернув другові гроші у 2008.
Він також написав книгу «Banco Solo! Diario di un giocatore chiamato Pupo» (Лише банк! Щоденник гравця названого Пупо), про хворобу, яка випливає з пристрасті до азартної гри, якої він, між іншим, остаточно не позбувся.
Співак також бере активну участь у громадському житті; є одним з фундаторів Nazionale italiana cantanti (національна футбольна збірна італійських співаків), президентом якої був з червня 2007 до 2010 рік, коли він залишив організацію.
У 2010 Пупо вшосте бере участь у Фестивалі Санремо. Цього разу разом з Емануелем Філіберто ді Савоя (Emanuele Filiberto di Savoia) та тенором Лукою Канонічі (Luca Canonici).
Тріо репрезентує пісню визначену автором як «патріотична» щодо Італії, має назву Italia amore mio («Італія любов моя)».
проте твір не був прийнятий частиною публіки у залі, яка голосно обсвистала тріо, але, попри це, пісня вийшла у фінал та посіла друге місце.
Пупо та Емануеле Філіберто були визначені як моральні переможці фестивалю. Однак події навколо пісні на цьому не скінчились, обговорення тривають, а у особистому блозі Пупо з'являються погрози та образи у його адресу.
У лютому 2012 виходить його перший роман в жанрі нуар Сповідь (La Confessione) у Rizzoli), що за тиждень після виходу видається додатковим накладом.

## Приватне життя
Одружився в липні 1974 з Анною.
Є вболівальником (tifoso) двох футбольних команд: Фіорентини та Arezzo (для останньої написав гімн Canzone Amaranto).
У 1999, у сорокачотирирічному віці, став дідусем онука Леонардо, а у 2010 — онуки Віоли.

## Цікаве

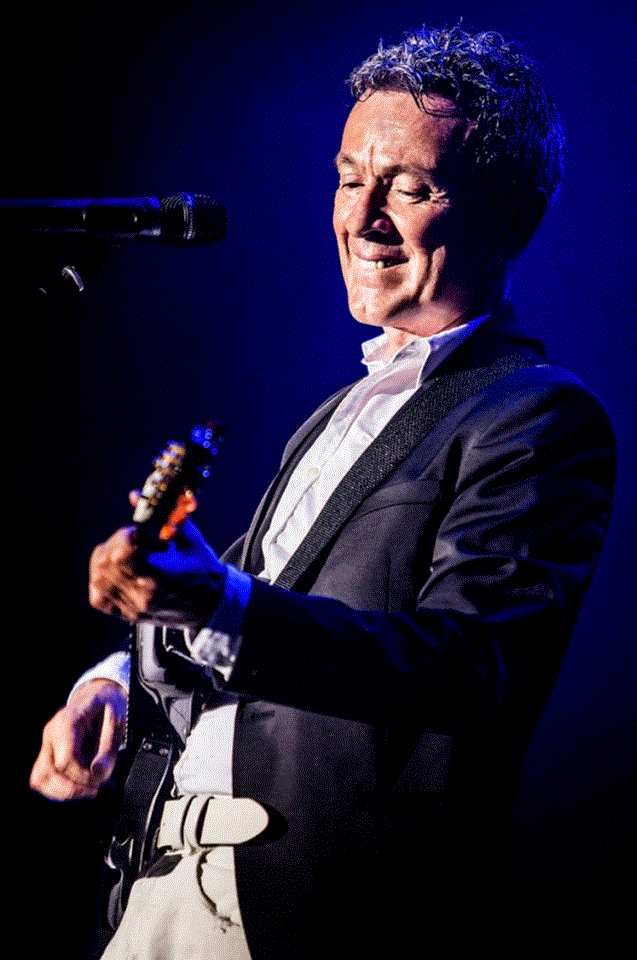

- Пупо написав дві книги про себе. Перша, що вийшла у 2001 у Rai-Eri, називається «Un enigma chiamato Pupo» (Загадка названа Пупо, — автобіографія, яка стосується його минулого. Друга, що вийшла 11 вересня 2005 (день його п'ятдесятиріччя), називається «Banco solo! Diario di un giocatore chiamato Pupo» (Лише банк! Щоденник гравця названого Пупо), стосується його пристрасті до азартної гри, яка у минулому принесла йому немалі проблеми.[2]
- У інтерв'ю Telesette Пупо розповів анекдот про свою участь у Фестивалі Санремо у 1980 році, на якому він співав Su di noi: «Я мав виступати відразу після Моранді, і так схвилювався, що захотів піпі. Джанні закінчував виступ, і я, не маючи часу сходити у туалет, зробив це у капелюх, який лежав на стільці… Хтозна чий він був!».[3]
- На Radio Uno веде радіопрограму Attenti a Pupo (Рівняйсь на Пупо).
- Пісня Sei caduto anche tu,присвячена батьку Фіорелло, помер у 2000.
- У 1992 оголосив, що буде зватися справжнім іменем, навіть у артистичній діяльності, але рік по тому повернувся до псевдоніму.

## Участь у російській пропаганді проти України в інформаційній війні
30 листопада 2023 року Pupo взяв участь у випуску програми "Антифейк", яка виходить на російському "Первом канале", де була військова злочиниця Марія Львова-Бєлова. Обговорювали тоді тему викрадення росіянами неповнолітнього хлопця з Маріуполя Богдана Єрмохіна під час боїв за місто в лютому-травні 2022 року.
 20 березня 2024 Литва скасувала його концерт.

## Дискографія

### Альбоми
- 1977 — Come sei bella (Baby Records, LPX 013)
- 1979 — Gelato al cioccolato (Baby Records, LPX 032)
- 1980 — Più di prima (Baby Records, BR 56010)
- 1981 — Lo devo solo a te (Baby Records, BR 56026)
- 1983 — Cieli azzurri (CGD, 20341)
- 1984 — Malattia d'amore (CGD, 20405)
- 1985 — Change generation (CGD, 20455)
- 1986 — La vita è molto di più (Baby Records) (Con l'omonima canzone cantata con Fiordaliso)
- 1989 — Quello che sono (Ricordi, SMRL 6411)
- 1991 — Canada's Wonderland (Discomagic, LP 850)
- 1992 — Enzo Ghinazzi 1 (Discomagic)
- 1994 — All the Best
- 1996 — Pupo 1996
- 1998 — Tornerò
- 2001 — Sei caduto anche tu
- 2004 — L'equilibrista

### Сингли
- Вересень 1975 — Ti scriverò/La compagnia (Baby Records, BR 0012)
- 1976 — Come sei bella/Ma cosa è stato (Baby Records, BR 023)
- 1977 — Io solo senza te/Due bicchieri (Baby Records, BR 036)
- 1978 — Sempre tu/Grazie perché (Baby Records, BR 049)
- 1978 — Ciao/Gabriella (Baby Records, BR 068)
- 1979 — Forse/Cercami ancora (Baby Records, BR 083)
- 1980 — Su di noi/Lucia (Baby Records, BR 50209)
- 1980 — Cosa farai/Firenze S. Maria Novella (Baby Records, BR 50221)
- 1981 — Lo devo solo a te/Lidia a Mosca (Baby Records, BR 50251)
- 1982 — Ancora io/Una nuova bugia (CGD, 10422)
- 1983 — Cieli azzurri/E invece niente (CGD, 10449)
- 1983 — E va bene così/Il futuro è già in mezzo a noi (CGD, 10487)
- 1984 — Un amore grande/La mia anima (CGD, 10529
- 1985 — Vita da artista/Oltre la vita (CGD
- 1986 — La vita è molto di più/Quando penso a te (Baby Records, 50359; con Fiordaliso)
- 1987 — Amore italiano/La mia anima
- 1989 — Dove sarai domani/Che pizza la TV (Ricordi)
- 1991 — Bambina (Beautiful baby)
- 1995 — Senza fortuna
- 1996 — La notte
- 1997 — In eternità
- 1998 — Non è un addio
- 1998 — Tornerò
- 1998 — È Fiorentina
- 2001 — Sei caduto anche tu
- 2009 — L'opportunità з Paolo Belli & Youssou N'Dour
- 2010 — Italia amore mio з Emanuele Filiberto та Luca Canonici
- 2010 — La storia di noi due

### EP (Maxi— Single)
- 1985 — Change generation (CGD, 23006)
- 1991 — La mia preghiera (Discomagic)

### DVD
- 2006 — Live in the supermarket

## Визнання
Золотий диск (за альбоми)
- 1979 Gelato al cioccolato
- 1980 Più di prima (присуджено 2 золотих диски)
- 1981 Lo devo solo a te

Золотий диск  (за сингли)
- 1978 Ciao
- 1979 Forse
- 1980 Su di noi
- 1980 Cosa farai (присуджено 2 золотих диски)
- 1983 Cieli azzurri
- 1984 Un amore grande

Золота гондола венеції (Gondola d'oro di Venezia)
- 1980 Cosa farai

Фестиваль Санремо
- 1980 «Su di noi» Terzo classificato
- 2010 «Italia amore mio» Secondo classificato

## Участь у Фестивалі Санремо
- 1980 — Su di noi (3º місце)
- 1983 — Cieli azzurri (26º місце)
- 1984 — Un amore grande (4º місце)
- 1992 — La mia preghiera (Не фіналіст)
- 2009 — L'opportunità (з Paolo Belli & Youssou N'Dour) (Фіналіст)
- 2010 — Italia amore mio (з Emanuele Filiberto та тенором Luca Canonici) (2º місце)

## Пісні, написані для інших артистів
- Sarà perché ti amo, для Ricchi e Poveri (Sanremo 1981)
- Hop hop somarello для Paolo Barabani (Sanremo 1981)
- Dammi tanto amore, для Daniela Goggi (Sanremo 1983)
- Canzone amica, для 30ª сезону Zecchino d'oro, 1987, виконує Fabio Etter, переможниця сезону.

## Телебачення
- 1989 — Domenica In. З Edwige Fenech.
- 2000 — I gemelli, puntata pilota. Italia Uno, з Valerio Staffelli (6 giugno)
- 2004 — Buona Domenica. Canale 5 (вересень-грудень)
- 2005 — La fattoria, другий сезон. Canale 5 з Barbara D'Urso) (Бразилія)
- 2005 — Il malloppo, перший сезон. Rai 1 (літо, понеділок-субота 20:30-21) з Elisabetta Gregoraci
- 2005/06 — Affari tuoi, третій сезон. Rai 1 (вересень-березень, понеділок-субота 20:30-21)
- 2005 — Affari tuoi Speciale. Rai 1 (жовтень-грудень, п'ятниця ранній вечір)
- 2006 — Tutto per tutto, перший сезон. Rai 1 (літо, понеділок-субота 20:30-21)
- 2007 — Reazione a catena - L'intesa vincente, перший сезон. Rai 1 (літо, понеділок-субота 18:45-20)
- 2007 — Gran Galà dello Zecchino d'Oro
- 2007/08 — Chi fermerà la musica, puntata pilota e prima edizione. Rai 1 (зима, ранній вечір)
- 2008 — Tutti alla lavagna, puntata pilota. Rai 1 (грудень, ранній вечір)
- 2008 — Reazione a catena - L'intesa vincente, другий сезон. Rai 1 (літо, понеділок-субота 18:45-20)
- 2008 — Volami nel cuore, перший сезон. Rai 1 (вересень-листопад, субота ранній вечір) з Ernesto Schinella, Edelfa Chiara Masciotta та іншими soubrette
- 2009 — I raccomandati, сьомий сезон. Rai 1 (зима-весна, п'ятниця перший вчір) з Elizhabeth Kinnear.
- 2009 — Reazione a catena - L'intesa vincente, третій сезон. Rai 1 (літо, понеділок-субота 18:45-20
- 2010 — I raccomandati, восьмий сезон. Rai 1 (зима-весна, п'ятниця ранній вечір) з Georgia Luzi, Valeria Marini та з Emanuele Filiberto di Savoia.
- 2010 — Ciak... si canta!, другий сезон. Rai 1 (зима-весна, п'ятниця ранній вечір) з Emanuele Filiberto di Savoia та Cristina Chiabotto.
- 2010 — Napoli prima e dopo, двадцятий сезон. Rai 1 (23 липня 2010, ранній вечір)
- 2011 — I raccomandati, дев'ятий сезон. Rai 1 (зима-весна, ранній вечір) з Debora Salvalaggio, Emanuele Filiberto di Savoia та Valeria Marini

## Дубльовані фільми
- 2006 — Лісова братія (Hammy)
- 2010 — Sansone[en] (Sansone).

## Романи
- 2012 - La confessione (Сповідь або Визнання) - підписаний справжнім іменем